# Lista de embaixadores do Brasil

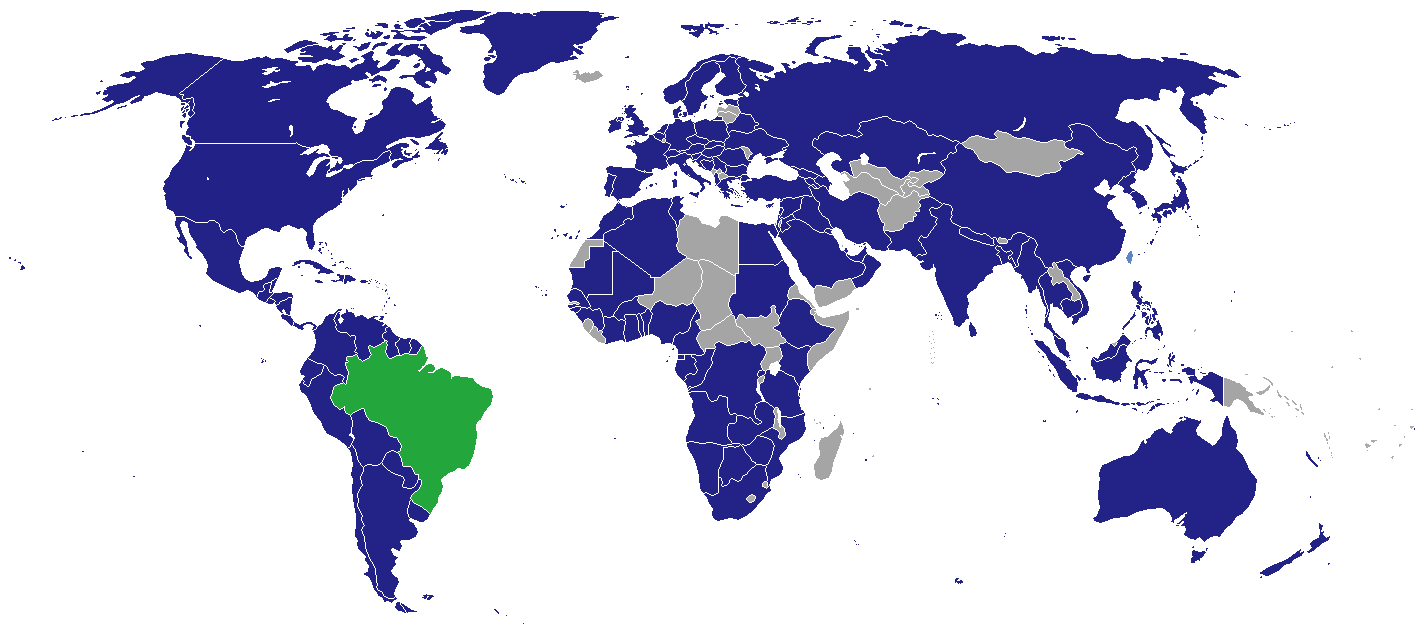
Mapa dos países com embaixadas brasileiras.

O Brasil é o país com mais embaixadas no exterior da América Latina. Possui representações diplomáticas com praticamente todos os Estados do mundo, com exceção de 56 dos 194 países da atualidade, entre eles Emirado Islâmico do Afeganistão, Reino do Butão, Reino do Camboja, Iêmen, Micronésia, Estado Independente de Samoa, República das Ilhas Salomão, Islândia, Principado de Mônaco, Reino de Tonga, República das Ilhas Marshall, República de Fiji, República de Kiribati, República de Nauru, República de Palau, Tuvalu, República de San Marino, República do Sudão do Sul e República da China (Taiwan). Totalizando uma relação com 138 países em todos os continentes do mundo; e ainda com a Autoridade Nacional Palestina. Atualmente o Brasil tem intensificado suas relações com o BRICS  (Rússia, Índia, China e África do Sul) e os próximos onze países em desenvolvimento.
A seguir estão listadas as missões diplomáticas brasileiras, classificadas por continente. A lupa indica artigo principal.

## África
- África do Sul
  - Sérgio França Danese (desde 22 de Setembro de 2020)[2]
- Argélia
  - Flavio Marega (desde 20 de Junho de 2018)[3]
- Angola - Luanda
  - Rafael De Mello Vidal (desde 22 de Setembro de 2020)[4]
- Benim
  - Regina Célia De Oliveira Bittencourt (desde 23 de Setembro de 2020)[5]
- Botswana
  - Flávio Hugo Lima Rocha Junior (desde 23 de Setembro de 2020)[6]
- Burquina Fasso
  - Ellen Osthoff Ferreira De Barros (desde 23 de Setembro de 2020)[7]
- Cabo Verde
  - Colbert Soares Pinto Junior (desde 23 de Setembro de 2020)[8]
- Camarões - Yaoundé
  - Vivian Loss SanMartin (desde 18 de Abril de 2018)[9]
- Costa do Marfim
  - José Carlos De Araújo Leitão (desde 23 de Setembro de 2020)[10]
- República do Congo
  - Renato Soares Menezes (desde 23 de Setembro de 2020)[11]
- Egito
  - Antonio Patriota (desde 18 de Junho de 2019)[12]
- Etiópia - Adis Abeba
  - Luiz Villarinho Pedroso (desde 31 de Outubro de 2018)[13]
- Gabão
  - Appio Claudio Muniz Acquarone Filho (desde 13 de julho de 2016)[14]
- Gana
  - Maria Elisa Teófilo de Luna (desde 08 de agosto de 2017)[15]
- Guiné
  - Antônio Carlos De Salles Menezes (desde 23 de Setembro de 2020)[16]
- Guiné-Bissau - Bissau
  - Fábio Guimarães Franco (desde 21 de Novembro de 2018)
- Guiné Equatorial
  - Evaldo Freire (desde 22 de abril de 2015)[17]
- Líbia - Trípoli
  - Afonso Carbonar (desde 10 de julho de 2012)  - despachando em Túnis, dada a instabilidade em Trípoli.[18][19][20][21]
- Mali - Bamako
  - Carlos Eduardo De Ribas Guedes (desde 23 de Setembro de 2020)[22]
- Marrocos - Rabat
  - Julio Glinternick Bitelli (desde 06 de agosto de 2019)[23]
- Mauritânia
  - Leonardo Carvalho Monteiro (desde 19 de Abril de 2016)[24]
- Moçambique - Maputo
  - Carlos Afonso Iglesias Puente (desde 31 de outubro de 2018)[25]
- Namíbia - Windhoek
  - José Augusto Silveira de Andrade Filho (desde 21 de novembro de 2018)[26]
- Nigéria
  - Ricardo Guerra de Araújo (desde 13 de março de 2018)[27]
- Quênia
  - Fernando Estellita Lins de Salvo Coimbra (desde 09 de novembro de 2017)[28]
- República Democrática do Congo - Kinshasa
  - André Luiz Azevedo dos Santos (desde 10 de outubro de 2017)[29]
- São Tomé e Príncipe
  - Vilmar Rogeiro Coutinho Junior (desde 14 de dezembro de 2016)[30]
- Senegal
  - Bruno Luiz Dos Santos Cobuccio (desde 23 de Setembro de 2020)[31]
- Sudão
  - Patrícia Maria Oliveira Lima (desde 31 de outubro de 2018)[32]
- Tanzânia
  - Antonio Augusto Martins Cesar (desde 30 de outubro de 2018)[33]
- Togo
- Tunísia
  - Márcia Maro da Silva (desde 21 de novembro de 2016)[34]
- Zâmbia
  - Arthur Henrique Villanova Nogueira (desde 23 de Setembro de 2020)[35]
- Zimbabwe
  - Ana Maria Pinto Morales (desde 7 de junho de 2017)[36]

## Américas
- Antígua e Barbuda
- Argentina

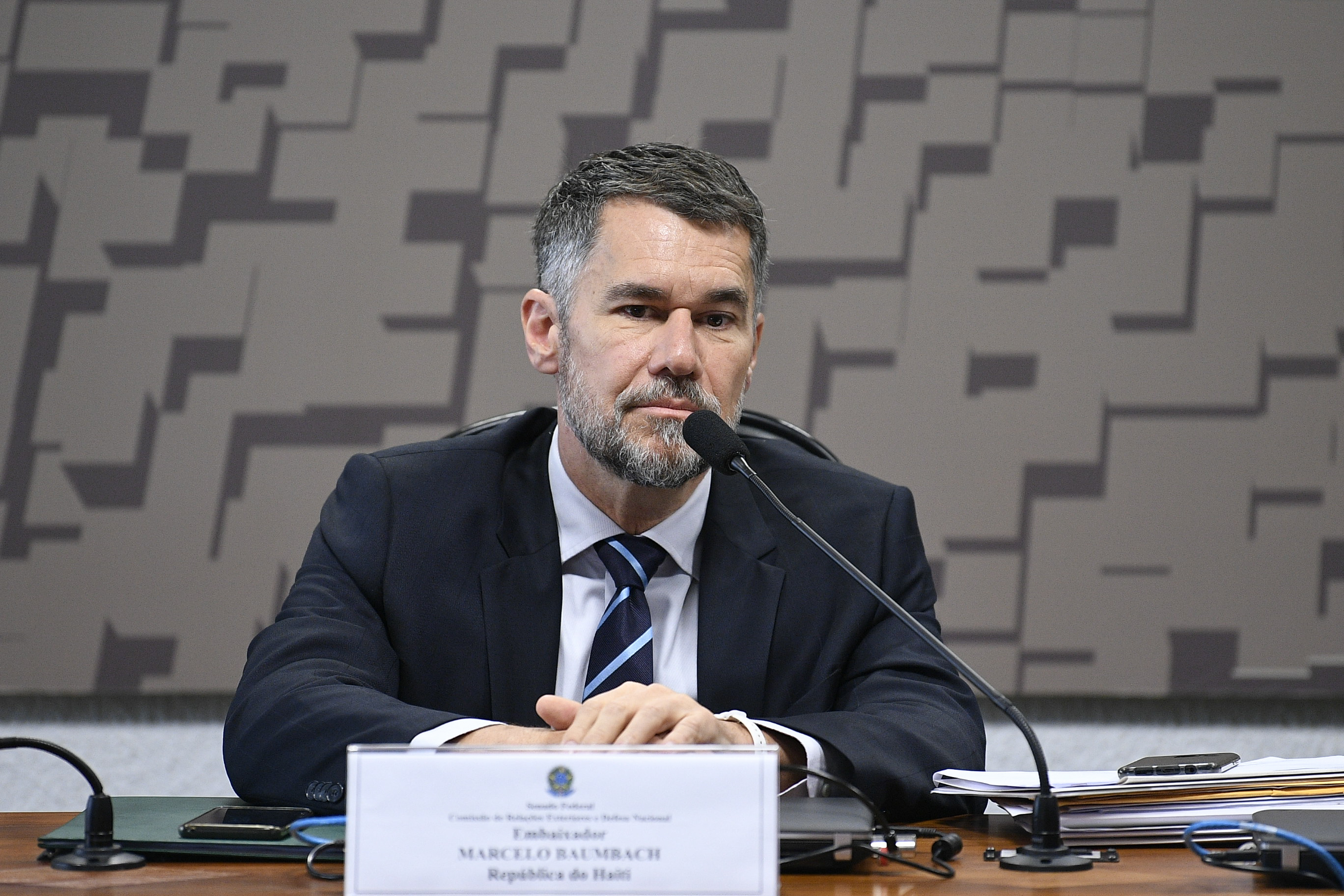
Marcelo Baumbach, indicado para o cargo de embaixador no Haiti, durante sabatina no Senado Federal.
Foto:Pedro França/Agência Senado

  - Everton Vieira Vargas (desde 12 de junho de 2013)
  - Reinaldo José De Almeida Salgado (desde 23 de Setembro de 2020)[37]
- Bahamas
  - Carlos Eduardo Sette Camara da Fonseca (desde 30 de novembro de 2013)
- Barbados
  - Luiz Gilberto Seixas de Andrade (desde 7 de junho de 2014)
- Belize
  - Lúcio Pires de Amorim (desde 1º de julho de 2013)
- Bolívia
  - Raymundo Santos Rocha Magno (desde 22 de novembro de 2015)
- Canadá
  - Pedro Fernando Brêtas Bastos (desde 9 de dezembro de 2013)
- Chile
  - Georges Lamazière (desde 2 de maio de 2013)
  - Paulo Roberto Soares Pacheco (desde 23 de Setembro de 2020)[38]
- Colômbia
  - Maria Elisa de Bittencourt Berenguer (desde 4 de setembro de 2013)
- Costa Rica
  - Maria Dulce Silva Barros (desde 2 de janeiro de 2012)
- Cuba
  - Cesário Melantonio Neto (desde 13 de março de 2014)
- Dominica
- Equador
  - Carlos Alfredo Lazary Teixeira (desde 27 de setembro de 2015)
- El Salvador
  - José Fiuza Neto (desde 10 de setembro de 2012)
- Estados Unidos
  - Nestor José Forster Junior (desde 22 de Setembro de 2020)[39]
- Granada
- Guatemala
  - João Luiz de Barros Pereira Pinto (desde 10 de junho de 2014)
- Guiana
  - Maria Clara Duclos Carisio (desde 12 de setembro de 2019)
- Haiti
  - Fernando de Mello Vidal (desde 5 de agosto de 2015)
- Honduras
- Jamaica
  - Carlos Alberto Michaelsen den Hartog (desde 12 de junho de 2015)
- México
  - Enio Cordeiro (desde 14 de setembro de 2015)
- Nicarágua
  - Luís Cláudio Villafañe Gomes Santos  (desde 14 de março de 2017)
- Panamá
  - Adalnio Senna Ganem (desde 9 de janeiro de 2012)
- Paraguai
  - José Eduardo Martins Felicio (desde 6 de novembro de 2013)
- Peru
  - Marcos Leal Raposo Lopes (desde 14 de setembro de 2015)
- República Dominicana
- Santa Lúcia
- São Cristóvão e Neves
- São Vicente e Granadinas
- Suriname
  - Marcelo Baumbach (desde 3 de março de 2012)
  - José Raphael Lopes Mendes De Azeredo (desde 23 de Setembro de 2020)[40]
- Trinidad e Tobago
  - Rodrigo Do Amaral Souza (desde 23 de Setembro de 2020)[35]
- Uruguai
  - Hadil Fontes da Rocha Vianna (desde 27 de novembro de 2015)
- Venezuela
  - Ruy Carlos Pereira (desde 1º de dezembro de 2013)
    - persona non grata desde 23 de dezembro de 2017[41][42]

## Ásia
- Arábia Saudita
  - Flavio Marega (desde 20 de março de 2014)
- Bangladesh
- Cazaquistão
- China
  - Paulo Estivallet de Mesquita (desde 19 de junho de 2018)[43]

- Coreia do Norte
- Coreia do Sul
- Emirados Árabes Unidos
  - Paulo César Meira de Vasconcelos (desde 21 de julho de 2014)
- Filipinas
  - Antonio José Maria De Souza E Silva (desde 23 de Setembro de 2020)[35]
- Índia
- Indonésia
- Irão
  - Laudemar Gonçalves De Aguiar Neto (desde 23 de Setembro de 2020)[44]
- Iraque
  - [45]
  - Luís Ivaldo Villafañe Gomes Santos (desde 23 de Setembro de 2020)
- Israel
  - Henrique da Silveira Sardinha Pinto (desde 10 de Outubro de 2013) [46]
  - General Gerson Menandro Garcia De Freitas (desde 22 de Setembro de 2020)[47][48][49]
- Jordânia
- Japão
- Kuwait
  - Francisco Mauro Brasil De Holanda (desde 23 de Setembro de 2020)[50]
- Líbano
  - Jorge Geraldo Kadri (desde 9 de março de 2015)
  - Hermano Telles Ribeiro (desde 22 de Setembro de 2020)[51]
- Malásia
- Myanmar
  - Carlos Antonio Da Rocha Paranhos (desde 23 de Setembro de 2020)[52]
- Nepal
  - Carlos Alberto Michaelsen Den Hartog (desde 23 de Setembro de 2020)[53]
- Omã
- Palestina
- Paquistão
- Catar
- Síria
- Singapura
- Sri Lanka
- Taiwan
- Tailândia
- Timor-Leste
  - Mauricio Medeiros De Assis (desde 23 de Setembro de 2020)[54]
- Turquia
- Vietname

## Europa
- Albânia
- Alemanha
  - Roberto Jaguaribe[55] (desde Fevereiro de 2019)
- Armênia
- Áustria
- Azerbaijão
  - Santiago Luís Bento Fernández Alcázar (desde 15 de agosto de 2013)
- Bélgica
  - André Mattoso Maia Amado (desde 28 de março de 2011) [56]
- Bielorrússia
  - Bernard Jorg Leopold de Garcia Klingl (desde 2022)
- Bósnia e Herzegovina
- Bulgária
- Croácia
- Dinamarca
  - Rodrigo De Azeredo Santos (desde 23 de Setembro de 2020)[35]
- Eslováquia
- Eslovênia
- Espanha
- Estónia
  - José Antonio Gomes Piras (desde 21 de Setembro de 2020)[57][58][59]
- Finlândia
- França
  - Paulo César de Oliveira Campos (desde 3 de julho de 2015)
- Geórgia
  - Oswaldo Biato Júnior (desde 23 de Setembro de 2020)[60][61]
- Grécia
- Hungria
  - Valter Pecly Moreira (desde 2 de agosto de 2013)
- Irlanda
  - Marcel Fortuna Biato (desde 23 de Setembro de 2020)[62]
- Itália
  - Ricardo Neiva Tavares (desde 28 de maio de 2013)
- Noruega
  - Flá io Helmold Macieira (desde 11 de setembro de 2013)
- Países Baixos
  - Piragibe dos Santos Tarragô (desde 5 de dezembro de 2013)
  - Paulo Roberto Caminha De Castilhos França (desde 23 de Setembro de 2020)[60][61]
- Polónia
  - Alfredo Cesar Martinho Leoni (desde 20 de abril de 2015)
- Portugal
  - Mário Vilalva (desde 6 de novembro de 2010) [63]
- Reino Unido
  - Roberto Jaguaribe (desde 2010) [64]
- Chéquia
- Roménia
- Rússia
- Sérvia
- Suécia
- Suíça
- Ucrânia
  - Norton De Andrade Mello Rapesta (desde 23 de Setembro de 2020)[65]
- Vaticano

## Oceania
- Austrália
  - Sérgio Eduardo Moreira Lima (desde 29 November 2018)
- Nova Zelândia

## Organizações multilaterais e escritórios
| Organização anfitriã                                                          | Embaixador                    | Localização                     | Confirmado |
| ----------------------------------------------------------------------------- | ----------------------------- | ------------------------------- | ---------- |
| Associação Latino-Americana de Integração (ALADI)                             | Antonio José Ferreira Simões  | Montevidéu, Uruguai             | 14/12/2021 |
| Comunidade dos Países de Língua Portuguesa (CPLP)                             | Juliano Féres Nascimento      | Lisboa, Portugal                | 01/06/2022 |
| Mercado Comum do Sul (Mercosul)                                               | Antonio José Ferreira Simões  | Montevidéu, Uruguai             | 14/12/2021 |
| Organização das Nações Unidas (ONU)                                           | Ronaldo Costa Filho           | Nova Iorque, EUA                | 18/09/2019 |
| Organização das Nações Unidas para a Educação, a Ciência e a Cultura (UNESCO) | Paula Alves de Souza          | Paris, França                   | 22/11/2022 |
| Organização dos Estados Americanos (OEA)                                      | Otávio Brandelli              | Washington, DC , Estados Unidos | 30/11/2021 |
| Organização da Aviação Civil Internacional (ICAO)                             | Norberto Moretti              | Montreal, Canadá                | 22/09/2020 |
| Organização das Nações Unidas para a Alimentação e a Agricultura (FAO)        | Carla Barroso Carneiro        | Roma, Itália                    | 22/11/2022 |
| União Europeia (UE)                                                           | Pedro Miguel da Costa e Silva | Bruxelas, Bélgica               | 02/12/2021 |
| Agência Internacional de Energia Atómica (AIEA)                               | Carlos Sérgio Sobral Duarte   | Viena, Áustria                  | 21/09/2020 |